# Paschiodes okuensis
Paschiodes okuensis là một loài bướm đêm trong họ Crambidae.